# Kärlekens möjligheter
Kärlekens möjligheter (portugisiska: Amores Possíveis) är en brasiliansk film från 2001 i regi av Sandra Werneck.

## Rollista
- Murilo Benício - Carlos
- Carolina Ferraz - Julia
- Emílio de Melo - Pedro
- Beth Goulart - Maria
- Irene Ravache - Carlos mor
- Alberto Szafran - Lucas